# Hermògenes d'Acaia
Hermògenes (en llatí Hermogenes, en grec antic Ἑρμογένης) va ser un magistrat romà que fou prefecte d'Acaia. El sofista Himeri de Prusa (Himerius) li va dirigir un dels seus discursos quan exercia el govern d'Acaia.